# Portal Tomb von Eskaheen

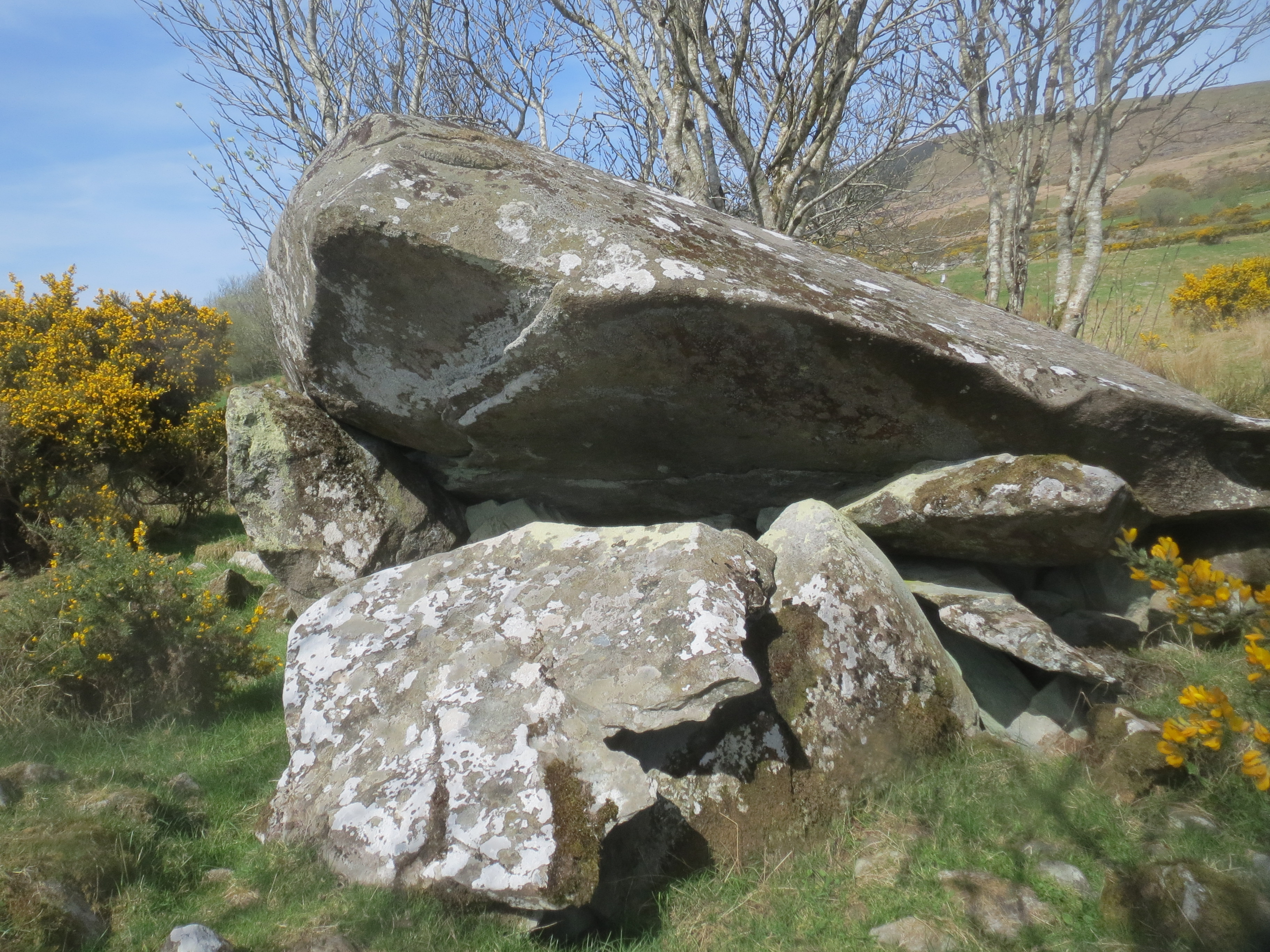
Portal Tomb von Eskaheen

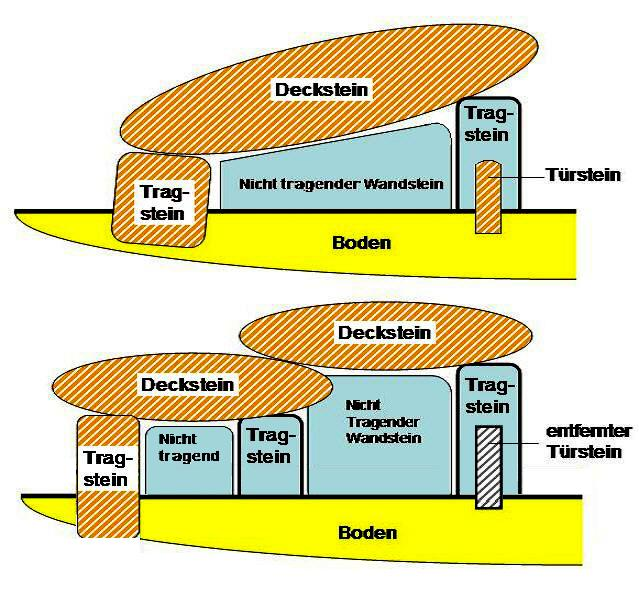
Irische Portal Tomb - Arten

Das West-Ost orientierte Portal Tomb von Eskaheen oder Iskaheen (irisch Uisce Chaoin; deutsch reines Wasser – lokal auch als „Morton God Dolmen“ bezeichnet) ist das größte Portal Tomb auf Inishowen und liegt etwa 3,0 km nordwestlich von Muff im County Donegal in Irland nahe der Grenze zu Nordirland. Als Portal Tombs werden in Irland und Großbritannien Megalithanlagen bezeichnet, bei denen zwei gleich hohe, aufrecht stehende Steine mit einem Türstein dazwischen, die Vorderseite einer Kammer bilden, die mit einem zum Teil gewaltigen Deckstein bedeckt ist.
Das Portal Tomb liegt etwa 6,0 m vom westlichen Ende eines etwa 25,0 m langen und 14,0 auf 5,0 m breiten, etwa 0,7 m hohen trapezoiden Cairns.
Die von einem riesigen verrutschten Deckstein bedeckte Kammer war etwa 2,0 m lang und bis zu 1,4 m breit. Zwei 0,3 bis 0,5 m voneinander entfernte Portalsteine stehen an ihrer Vorderseite. Der Zusammenbruch des nördlichen Portalsteins verursachte das Verrutschen des Decksteins und bewirkte, dass beide Portalsteine südwärts lehnen. Ihre Längsachse ist etwas von der Kammer entfernt. Ob das ein originales Merkmal ist oder durch die Verschiebung des Decksteins verursacht wurde, ist unklar. Die Seiten- und Rückwand der Kammer sind intakt. Ein einzelner Stein bildet jede Seite. Ein häufig zu beobachtender giebeliger Endstein steht an der Ostseite. Es gibt zwei Lagen von Kragsteinen auf dem nördlichen Seitenstein und dem Endstein. Der Deckstein ruht jetzt nur noch auf dem nördlichen Portalstein und den oberen Kragsteinen an der Nordostseite der Kammer.
Der Name ist ein Rätsel, aber „Morton“ bedeutet „Townland in der Nähe des Moores oder des Sumpfes“ oder hat Verbindungen zu den Wikingern, da Morton das nordische Wort für Martin ist und Wikingersiedlungen in der Nähe von Quigley’s Point belegt sind.